# فلیت، همپشر
Quality_of_lifeفلیت، همپشرlatitudeفلیت، همپشرlongitudeفلیت، همپشر
فلیت (به انگلیسی: Fleet) یک شهر و تمدن در بخش همپشر انگلستان می باشد که در ۶۰ کیلومتری (۳۷ مایلی) جنوب غرب لندن قرار گرفته است. فلیت بخشی از هارت است. در سال ۲۰۰۷ میلادی، جمعیت فلیت حدود ۳۱۸۶۷ پیش بینی شده است.